# Olympische Sommerspiele 2000/Teilnehmer (Swasiland)
| Gelbes Symbol für Goldmedaillen mit stilisierten Olympischen Ringen | Graues Symbol für Silbermedaillen mit stilisierten Olympischen Ringen | Braundes Symbol für Bronzemedaillen mit stilisierten Olympischen Ringen |
| ------------------------------------------------------------------- | --------------------------------------------------------------------- | ----------------------------------------------------------------------- |
| —                                                                   | —                                                                     | —                                                                       |

Swasiland nahm an den Olympischen Sommerspielen 2000 in der australischen Metropole Sydney mit sechs Athleten, zwei Frauen und vier Männern, in vier Sportarten teil.
Seit 1972 war es die sechste Teilnahme des afrikanischen Staates an Olympischen Sommerspielen.

## Flaggenträger
Der Boxer Musa Simelane trug die Flagge Eswatinis während der Eröffnungsfeier im Stadium Australia.

## Teilnehmer nach Sportarten

### Boxen
- Musa Simelane
Federgewicht: 9. Platz

### Leichtathletik
- Lucky Willie Bhembe
Marathon: 51. Platz

- Priscilla Mamba
Frauen, 5000 Meter: Vorläufe

### Schwimmen
- Wickus Nienaber
100 Meter Brust: 57. Platz

- Lisa de la Motte
Frauen, 100 Meter Schmetterling: 45. Platz

### Taekwondo
- Mfanukhona Dlamini
Fliegengewicht: 10. Platz